# María Espinoza
María Espinoza (n. 27 noiembrie 1987, La Brecha⁠(d), Sinaloa, Mexic) este o sportivă ce a reprezentat Mexic, medaliată olimpică. A participat la 3 ediții ale Jocurilor Olimpice (2008, 2012, 2016) în care a câștigat o medalie de aur și o medalie de bronz.